# Ginga Hyōryū Vifam
Ginga Hyōryū Vifam (jap. 銀河漂流バイファム) ist eine Reihe von Animeserien und Original Video Animations von Studio Sunrise. Die erste Serie kam 1983 heraus, ihr folgten mehrere Umsetzungen für Video und 1998 die zweite Serie Ginga Hyōryū Vifam 13. Das Werk handelt vom Überleben einer Gruppe Kinder, die mit einem Raumschiff vor Außerirdischen fliehen, und ist in die Genre Mecha, Science-Fiction, Drama, Comedy und Action einzuordnen.

## Inhalt
In der fernen Zukunft wird die von Menschen gegründete Kolonie Kreado weit entfernt von der Erde von Außerirdischen angegriffen. Die letzten Überlebenden fliehen, doch nach ständigen Angriffen ist nur noch eine Gruppe von 13 Kindern im Alter von vier bis 15 Jahren an Bord des letzten Frachters. Um zu überleben, machen sie das Raumschiff Janus flott und wollen zum nächsten von Menschen besiedelten Planeten fliehen. Dabei müssen sie nicht nur wiederkehrende Angriffe und Gefahren durch andere Planeten überleben, sondern sich auch untereinander mit Leben auf dem engen Schiff arrangieren.

## Produktion und Veröffentlichung
Die Animeserie entstand bei Nippon Sunrise unter der Regie von Takeyuki Kanda, der zusammen mit Hiroyuki Hoshiyama auch die Geschichte entwickelt hatte. Die Idee stammte von Hajime Yatate und Yoshiyuki Tomino. Das Charakterdesign entwarf Toyoo Ashida und die künstlerische Leitung lag bei Toshiharu Mizutani. Die Mechas wurden von Kunio Okawara designed. Für die Produktion verantwortlich waren Masuo Ueda und Yoshihiko Marutani. Die 46 etwa 25 Minuten langen Folgen wurden vom 21. Oktober 1983 bis 8. September 1984 von MBS ausgestrahlt. Eine Zeit lang wurde die Serie mit englischen Untertiteln auf der Plattform Daisuki per Streaming angeboten. Sie ist auch unter den englischen Titeln Round Vernian Vifam und Galactic Drifter Vifam bekannt.
Nach der Fernsehserie produzierte Nippon Sunrise vier je 50 Minuten lange Anime-Filme, die als Original Video Animation direkt auf Video veröffentlicht wurden. Regie führte erneut Takeyuki Kanda. Hauptautor war Masanori Miura, beim dritten und vierten Teil dann Hiroyuki Hoshiyama und Yasushi Hirano. Charakterdesigner war wieder Toyoo Ashida und die künstlerische Leitung lag bei Toshiharu Mizutani. Das Mechadesign stammt von Kunio Okawara. Die vier Teile wurden folgendermaßen veröffentlicht:
- 28. Oktober 1984: Kachua Kara no Tayori (銀河漂流バイファム カチュアからの便り)
- 21. Dezember 1984: Atsumatta 13-nin (銀河漂流バイファム 集まった13人)
- 25. Februar 1985: Kieta 12-nin (銀河漂流バイファム 消えた12人)
- 25. September 1985: Kate no Kioku Namida no Dakkai Sakusen!! (銀河漂流バイファム “ケイトの記憶”涙の奪回作戦！！)

1998 kam dann eine zweite Fernsehserie heraus. Die 26 Folgen liefen unter dem Titel Ginga Hyōryū Vifam 13.

### Synchronisation
| Rolle              | japanischer Sprecher (Seiyū) |
| ------------------ | ---------------------------- |
| Fred Shuffle       | Hidehiro Kikuchi             |
| Roddy Shuffle      | Katsuhiko Nanba              |
| Sharon Publin      | Eriko Hara                   |
| Kachua Pearson     | Hiroko Kasahara              |
| Bartz Ryan         | Hiroshi Takemura             |
| Scott Heyward      | Katsumi Toriumi              |
| Lucchina Pleshette | Kumiko Takizawa              |
| Maki Lowell        | Kyōko Hamura                 |
| Kent Norton        | Masako Nozawa                |
| Clare Barbland     | Miina Tominaga               |
| Marlo Bonner       | Run Sasaki                   |
| Eliza Pench        | Runa Akiyama                 |
| Jimmy Eryl         | Sachiko Chijimatsu           |

### Musik
Die Musik der Serie komponierte Toshiyuki Watanabe. Der Vorspann ist unterlegt mit Hello, Vifam und der Abspanntitel ist Never Give Up, beide interpretiert von Tao. Während der Folgen wurden folgende Lieder verwendet:
- Kimi wa Suteki (君はス・テ・キ) von Move
- Papa ni Aeru, Mama ni Aeru (パパにあえる、ママにあえる) von Vifam Singers
- The Astro Enemy – Müller's Theme (THE ASTRO ENEMY ミューラァのテーマ) von Move

## Videospiel
Im Jahr 1984 erschien zur Serie auch ein Videospiel, veröffentlicht von Bandai für Bandai. Das Actionspiel ist ein Weltraumkampfsimulator, bei dem ein Schiff zu einem Zielplaneten gesteuert werden muss, ohne in das Schwerefeld eines anderen Planeten zu geraten oder von angreifenden Feinden besiegt zu werden.

## Rezeption
Die Anime Encyclopedia vergleicht die Serie mit Zwei Jahre Ferien, dessen modernisierte Sci-Fi-Umsetzung mit einer „aberwitzigen Crew“ die Geschichte von Vifam sei. Die Länge der OVA-Folgen, die genau 8 Fernsehfolgen ergeben und die Handlung der Serie fortsetzen, deuteten darauf hin, dass diese ursprünglich als übliche 52-teilige Serie geplant war, die letzten Folgen aber nicht im Fernsehen gezeigt, sondern stattdessen später als Video vermarktet wurden.